# VidaLinux
VidaLinux é uma distribuição gnu/linux baseada no Gentoo Linux.
Já que o Gentoo é notório por seu processo de instalação estrênuo, a VidaLinux utiliza o Anaconda da Red Hat, para facilitar a instalação de usuários finais. Seu ambiente de trabalho padrão é o GNOME. O propósito da VLOS (em inglês:  VidaLinux Desktop OS) é tornar o GNU/Linux de uma maneira geral, e o Gentoo Linux em específico, mais acessíveis aos usuários domésticos e de escritório.
Seu objetivo é combinar o poder das ebuilds e do portage e compilar todo software a partir da fonte, ao invés de selecionar alguns maiores, que estão disponíveis na forma binária, em um pacote pronto-para-usar.
A VidaLinux tenta fornecer as ferramentas mais apropriadas para uso doméstico e no escritório, incluindo-se:
- Suporte ALSA
- Suporte AMD 64-bit
- Suporte PPC
- Instalador Anaconda
- Reprodutor de CD
- Epiphany
- Evolution
- Firefox
- Gaim
- GIMP
- Mozilla
- Mplayer
- Suíte de aplicativos OpenOffice.org
- Suporte PCMCIA
- RealPlayer
- Suporte Reiser4
- X-Chat
- X.Org
- Xine

## História
A Vidalinux foi criada por Antonio Carlos Velez Baez, um consultor de TI de Porto Rico, com o intento de ajudar novos usuários com a instalação do Gentoo Linux. Depois das constribuições de Victor Prada, que fez as primeiras modificações ao instalador anaconda, a Vidalinux Desktop OS havia nascido.[carece de fontes?]
Desde 03 de dezembro de 2009, VLOS foi reprojetado com a confluência do Gentoo Linux modificado de Daniel Robbins, conhecido como Funtoo, de acordo com a Distrowatch e o sítio da VLOS.
Com a versão nova 2.2, o VidaLinux inclui o uso do mesmo instalador de pacotes binários do Sabayon Linux, o entropy, em adição ao portage, usado tanto no Gentoo quanto no Funtoo.

## Versões
A Vidalinux vem em diferentes versões; uma pode ser descarregada, enquanto a outra precisa ser comprada, por  25 USD. Enquanto  a versão descarregada tecnicamente possui todos os pacotes de software que a versão comprada possui, a diferença está na presença de pacotes binários para a maioria dos mais utilizados, o que não ocorre na versão descarregada.
Atualmente, a VidaLinux está em processo de total reformulação para ser transformada em uma futura Distribuição Linux especial para servidores em vez de para Desktops.

## Histórico de versões
- 1.0;  4 de setembro de 2004; há 20 anos
- 1.1; 20 de dezembro de 2004; há 20 anos
- 1.2; 1 de agosto de 2005; há 19 anos
- 1.2.1; 18 de janeiro de 2006; há 19 anos
- 1.2.1-r2; 30 de janeiro de 2006; há 19 anos
- 1.3 18; 1 de setembro de 2006; há 18 anos
- 2.0 Alpha 1; 3 de dezembro de 2009; há 15 anos
- 2.0 Beta 1; 1 de outubro de 2010; há 14 anos
- 2.0 Beta 2; Versão atrasada, depois cancelada e foi lançada a versão:[4]
- 2.2 Beta 1; 4 de novembro de 2010; há 14 anos
- 2.2 Beta 2; 25 de novembro de 2010; há 14 anos